# Microxenus laticollis
Microxenus laticollis is een keversoort uit de familie zwamkevers (Endomychidae). De wetenschappelijke naam van de soort werd in 1861 gepubliceerd door Thomas Vernon Wollaston.